# Canton de Neuville-sur-Saône
Le canton de Neuville-sur-Saône est une ancienne division administrative française, située dans le département du Rhône en région Rhône-Alpes.

## Historique
Dans la seconde moitié du XXe siècle, le canton a connu deux importantes modifications :
- Le 1er janvier 1968, les communes de Genay et Montanay, détachées de l'Ain lui sont rattachés.
- La commune de Caluire-et-Cuire est détachée par le décret n°82-66 du 20 janvier 1982 pour former un nouveau canton.

Le 1er janvier 2015, le canton disparaît avec la naissance de la métropole de Lyon.

## Communes du canton
- Albigny-sur-Saône
- Cailloux-sur-Fontaines
- Couzon-au-Mont-d'Or
- Curis-au-Mont-d'Or
- Fleurieu-sur-Saône
- Fontaines-Saint-Martin
- Fontaines-sur-Saône
- Genay
- Montanay
- Neuville-sur-Saône
- Poleymieux-au-Mont-d'Or
- Quincieux
- Rochetaillée-sur-Saône
- Saint-Germain-au-Mont-d'Or
- Saint-Romain-au-Mont-d'Or

## Représentation

### Conseillers généraux de 1833 à 2015
| Période                                  | Période      | Identité                     | Étiquette                   | Qualité |
| ---------------------------------------- | ------------ | ---------------------------- | --------------------------- | --- |
| 1833                                     | 1852         | Isaac Rémond                 |                             | Marchand-fabricant, négociant, membre de la Chambre de commerce de Lyon                                                                    |
| 1852                                     | 1870         | Henry Durand                 |                             | Conseiller honoraire à la Cour de Lyon |
| 1870                                     | 1871         | Louis Vignet                 |                             | Notaire à Neuville-sur-Saône |
| 1871                                     | 1875         | Francisque Ordinaire         | Républicain Radical         | Avocat Député (1871-1877) |
| 1875                                     | 1877         | Louis Andrieux               | Républicain Radical         | Avocat, conseiller municipal de Lyon Député du Rhône (1876-1885) Député des Basses-Alpes (1885-1889 et 1910-1924) Sénateur (janvier 1903)  |
| 1877                                     | 1887 (décès) | François Gay                 | Républicain                 | Négociant, épicier et rentier à Lyon |
| 1887                                     | 1909 (décès) | Jean-Henri Lagrange          | Républicain constitutionnel | Avocat, propriétaire à Fontaines-Saint-Martin Président du Conseil Général                                                                 |
| 1909                                     | 1919         | Maurice Chardiny (1859-1938) | Républicain modéré          | Avocat à la Cour d'Appel de Lyon, conseiller d'arrondissement                                                                              |
| 1919                                     | 1925         | François Peissel             | URD                         | Propriétaire à Caluire |
| 1925                                     | 1940         | Michel Putinier              | Rad.                        | Maire de Quincieux |
|                                          |              |                              |                             | |
| 1945                                     | 1982         | Frédéric Dugoujon            | UDSR puis UDF               | Médecin Député du Rhône (1973-1981) Maire de Caluire-et-Cuire (1965-1983) Elu en 1982 dans le Canton de Caluire-et-Cuire                   |
| 1982                                     | 2008         | Jacques Meyer                | RPR puis UMP                | Chef d'entreprise Conseiller municipal de Neuville-sur-Saône Vice-président du Conseil général Suppléant du député Jean Rigaud (1997-2002) |
| 2008                                     | 2014         | Paul Laffly                  | UMP                         | Docteur en médecine Maire de Neuville-sur-Saône (1983-2008) Président de la Commission des Affaires Sociales du Département du Rhône       |
| Les données manquantes sont à compléter. |              |                              |                             | |

### Conseillers d'arrondissement (de 1833 à 1940)
| Période                                  | Période | Identité                                 | Étiquette   | Qualité |
| ---------------------------------------- | ------- | ---------------------------------------- | ----------- | --- |
| 1833                                     | 1836    | Antoine Joannon-Navier (1789-1848)       |             | Notaire, avocat, maire de Caluire                                                                           |
| 1836                                     | 1839    | Philibert Perroud                        |             | Notaire à Neuville-sur-Saône                                                                                |
| 1839                                     | 1848    | Claude-Joseph Bied-Charreton (1805-1895) |             | Rentier, maire de Curis-au-Mont-d'Or, propriétaire Place de la Miséricorde à Lyon                           |
|                                          |         |                                          |             | |
| 1877                                     |         | Moïse Beney                              | Républicain | Propriétaire à Quincieux                                                                                    |
|                                          |         |                                          |             | |
| 1895                                     | 1909    | Maurice Chardiny                         | Libéral     | Avocat à Lyon                                                                                               |
|                                          |         |                                          |             | |
|                                          | 1940    | Jean-Baptiste Gonichon                   | Droite      | Cultivateur, maire de Fleurieu-sur-Saône                                                                    |
| 1940                                     |         |                                          |             | Les conseils d'arrondissement ont été suspendus par la loi du 12 octobre 1940 et n'ont jamais été réactivés |
| Les données manquantes sont à compléter. |         |                                          |             | |

## Les élections cantonales dans le canton

### 8 et 15 mai 1964
- Premier tour

|                          |         |
| André Barthélémy (PSU)   | 15,11 % |
| Charles Marion (PCF)     | 07,94 % |
| Frédéric Dugoujon (UDSR) | 54,38 % |
| René Meyer (UNR)         | 22,57 % |

- Deuxième tour (abstention supérieure à 50 % lors du premier tour)

|                          |         |
| André Barthélémy (PSU)   | 21,03 % |
| Frédéric Dugoujon (UDSR) | 78,97 % |

### 8 et 15 mars 1970
- Premier tour

|                        |         |
| Georges Cercy (PSU)    | 06,50 % |
| Lucien Marest (PCF)    | 16,54 % |
| Thomas Halpern (PS)    | 10,14 % |
| Frédéric Dugoujon (CD) | 47,18 % |
| Jean Eyraud (UDR)      | 19,64 % |

- Deuxième tour

|                        |         |
| Lucien Marest (PCF)    | 29,84 % |
| Frédéric Dugoujon (CD) | 70,16 % |

### 7 et 14 mars 1976
- Premier tour

|                         |         |
| Eliane Blondeau (PCF)   | 15,38 % |
| Jean Machurat (PS)      | 32,55 % |
| Frédéric Dugoujon (DVD) | 52,07 % |

### 14 et 21 mars 1982
- Premier tour

|                            |         |
| Jean-Jacques Aillaud (PCF) | 08,04 % |
| Gérard Lindeperg (PS)      | 35,00 % |
| Jacques Meyer (RPR)        | 29,31 % |
| Jean Guillon (DVD)         | 09,15 % |
| Jean Vadon (DVD)           | 18,50 % |

- Deuxième tour

|                       |         |
| Gérard Lindeperg (PS) | 46,01 % |
| Jacques Meyer (RPR)   | 53,99 % |

### 11 et 18 mars 2001
- Premier tour

|                        |         |
| Madeleine Jorand (PCF) | 08,80 % |
| Roseline Pascal (PS)   | 25,65 % |
| Jacques Meyer (RPR)    | 48,18 % |
| André Dulac (MNR)      | 05,78 % |
| Pierre Terrier (FN)    | 11,59 % |

- Deuxième tour

|                      |         |
| Roseline Pascal (PS) | 38,94 % |
| Jacques Meyer (RPR)  | 61,06 % |

### 9 et 16 mars 2008
- Premier tour

|                           |         |
| Madeleine Jorand (PCF)    | 05,00 % |
| Benjamin Durand (PS)      | 24,39 % |
| Eric Vedelago (Les Verts) | 08,43 % |
| Didier Rethouze (MoDem)   | 09,83 % |
| Paul Laffly (UMP)         | 45,13 % |
| Anne-Marie Perret (FN)    | 07,22 % |

- Deuxième tour

|                      |         |
| Benjamin Durand (PS) | 45,20 % |
| Paul Laffly (UMP)    | 54,80 % |

## Évolution démographique
| 1962   | 1968   | 1975   | 1982   | 1990   | 1999   | 2006   | 2011   | 2012   |
| ------ | ------ | ------ | ------ | ------ | ------ | ------ | ------ | ------ |
| 22 559 | 26 220 | 29 991 | 34 966 | 37 719 | 41 116 | 42 137 | 44 470 | 44 947 |